# Protección del talud

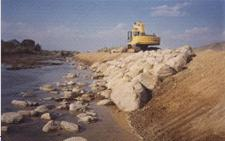
Construyendo el enrocado.

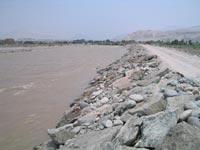
Defensa ribereña con protección del talud con enrocado.

La protección del talud es un procedimiento que se realiza para proteger los taludes de obras de ingeniería, o taludes naturales, contra los daños causados por el escurrimiento del agua o el avatar de las ondas de un lago, río, o mar contra sus márgenes.
La protección de los taludes se realiza de varias formas:
- mediante la plantación de especies vegetales apropiadas a crecer en el agua, como, por ejemplo, la totora;
- recubriendo las márgenes, en la franja donde oscila el agua de un sistema denominado generalmente como enrocado (rocas sueltas acomodadas en forma más o menos irregular en el talud a ser protegido). Este método es muy usado en los taludes aguas arriba de las presas hidráulicas;
- recubriendo el talud con una placa de concreto o con un revestimiento en piedra.

## Materiales
El enrocado deberá estar conformado por rocas sanas, duras, sólidas, durables, con un peso específico, no menor de 2.6 T/m³. No se debe usar rocas meteorizadas. El material será razonablemente bien gradado, y se procurará que cada carga de material que se coloque contenga una mezcla homogénea de roca en todo el rango de tamaños.
El enrocado contendrá aproximadamente un 40 % de rocas de tamaño igual al espesor teórico de la capa, un 40 % de bloques de tamaño igual al 60 % del espesor de la capa, un 15 % de bloques menores del 60 % del espesor de la capa y un 5 % máximo, de arena y polvo de roca.
La roca debe obtenerse de canteras apropiadas, en las cuales se han efectuado los ensayos de durabilidad, entre otros.

## Método de construcción
Se organiza el método de trabajo de tal forma que se evite la segregación de la roca en el proceso de manejo de material, llevando a cabo el cargo selectivo de las volquetas, si es necesario.
Los taludes sobre los cuales vayan a colocarse enrocados se perfilaran, terminando en las líneas teóricas que se señalan en los planos, con una tolerancia máxima de 10 cm. Sobre los taludes perfilados se colocará el geotextil no tejido, cuando sea necesario y sobre este, se dispondrá de una cama de apoyo para las rocas, de material fino sin cantos vivos y de un espesor no superior a los 10 cm. La colocación del geotextil permite evitar la filtración de los finos del terreno que podrían dañar la integridad estructural del talud.
Al colocar los enrocado, éstos quedarán del espesor final especificado, en una o dos operaciones. El enrocado colocado quedará bien gradado, con un mínimo porcentaje de vacíos y sin zonas con acumulación de piedras de tamaños pequeños o grandes. Para colocar las rocas no se deben utilizar canoas u otros métodos que puedan ocasionar segregación del material, y se recurrirá a trabajo manual, cuando sea necesario.
- Datos: Q6088440